# Ascarina
Ascarina är ett växtsläkte med färre än 20 arter av små träd. Ascarina ingår i familjen Chloranthaceae.